# Аница Бошковић
Аница Бошковић (Дубровник, 3. децембар 1714 — Дубровник, 13. август 1804) била је дубровачки писац поезије (пасторала) и преводилац са италијанског језика.

## Живот и каријера
Рођена је у Дубровнику 3. децембра 1714. године, као најмлађе, девето дете по реду, од оца Николе дубровачког трговца пореклом из херцеговачког села Орахов До и мајке Павле, девојачко Бетера, из угледне дубровачке породице Бара Бетера, за оно доба даровитог песника и преводиоца.
Најближе Аничино окружење, и живот поред браћа Бошковић, Бара, Петра и Руђера, који су се бавили песништвом. деловало је да се и у њој развије жеља за писањем песама. На то је свакако ипак највише утица брат Руђер, према коме је Аница одмалена гајила изузетну блискост. Он је у сестри распламсао жељу да се и сама образује. Духовно формирање Анице Бошковић текло је и под снажним утицајем језуита, чији су истакнути чланови у дубровачкој комуни били породични пријатељи Бошковића, а и два Аничина брата – Баро и Руђер – припадала су њиховом реду.
Међутим један догађај из детињства дубоко се одразио на потоњу судбину Анице. Била је то очева смрти која ју је затекла у периоду адолесценције, и „приморао” да се замонаши, и да живот проведе уз мајку, као њен ослонац до дубоке старости коју је дочекала. 
| „ | Тиме је Аница изабрала неку врсту интимног тиховања остајући у међупростору између породичног живота уз мужа и децу и манастира − двају социјално доминантних поља старога Дубровника којима су жене најчешће имале да припадну. | ” |

Тако је Аница, стицајем околности, прво образовање стекла у манастиру свете Катарине уз монахињу, сестру Марију. Савладавши сва искушења тешке судбине жене која се избором неуобичајеног начина живота у малој конзервативној средини нашла на удару „између социјално кодификованих модела понашања, временом је стекла високи углед у највишим друштвеним круговима Дубровачке републике”.
Непрестано је одржавала везе са представницима културне и политичке елите, и са високим црквеним достојанственицима. 
| „ | У одржавању контаката између дубровачког културног круга и Руђера који је дуго година боравио у иностранству Аница је била својеврсни посредник између славног брата и представника домаће политичке и културне елите, удевајући у своја писма Руђеру вести из завичаја или преносећи из његових писама новине бираним суграђанима. | ” |

Преминула је у дубокој старости 12. августа 1804. године у Дубровнику. Сахрањена је са мајом у фрањевачкој цркви у Дубровнику. Године 1939. пригодном спомен плочом обележен је њен гроб. Њеним сенима почаст је одао својим стиховима знаменити латиниста Брно Џамањић, и још један анонимни песник из Дубровника.

## Дело
Писању се посвећивала у тренуцима доколице, како сама каже – „за одахнут мало од инијех труда“ – што одговара уобичајеном схватању стваралачког чина у средини и времену у којима је Аница живела.
Сва дела написала је искључиво народним језиком или „нашким“ и „словинским“, како га је називала попут највећег броја књижевника старога Дубровника, у тренуцима доколице, како је сама говорила – „за одахнут мало од инијех труда“ – сходно схватању стваралачког чина у средини и времену у којима је Аница живела. Осим писања сопствене поезије, преводила је са латинског и италијанског религиозне песме, али и дела Руђера Бошковића.
Опус дела јој није опсежан, обухвата пасторални спев Разговор пастирски врху порођења Господинова, више песама пригодног и религиозног карактера.
Први суд о вредности Аничине поезије изрекао је њен брат Руђер Бошковић у једном писму упућеном сестри 9. јула 1755. године, истичући да су јој „прелијепе пјесни“ и да је „права поетеса“. Свој став према Анициној поезији Руђер је исказао преводећи њен „Разговор пастирски” на италијански језик. Разговор, изашао 1758. године у Венецији (1852, Дубровник; 1881, Мостар) прво је и једино дело женског аутора штампано у старој дубровачкој књижевности.
Религиозно песништво Анице Бошковић према савременим књижевним критичарима је: 
| „ | Верска контемплација којс води епифанији и екстатичном заносу због осећања духовног сједињења са Исусом. Медитативно искуство отелотворено је у књижевности посредством укрштања поетичко-стилског регистра (топика, метафорика, фразеолошки фонд, стилизација слика и др.) Библије, средњовековне књижевности и дубровачког ренесансног и барокног песништва. Доминантно је, ипак, ослањање на баштину религиозног песништва дубровачке књижевности, при чему три гласа – Игњата Ђурђевића, Ивана Бунића и Ивана Гундулића – приметно одјекују у певању Анице Бошковић. Спољашње рухо чини традиционална версификација, о чему сведочи готово доследна, са врло ретким изузецима, употреба осмерца, укорењеног нарочито у дубровачком бароку. | ” |